# Polyrhachis vitalisi
Polyrhachis vitalisi är en myrart som beskrevs av Santschi 1920. Polyrhachis vitalisi ingår i släktet Polyrhachis och familjen myror. Inga underarter finns listade i Catalogue of Life.